# Dwór Bobrowskich w Słopnicach
Dwór Bobrowskich w Słopnicach – klasycystyczny dwór z I połowy XIX w znajdujący się w Słopnicach w sołectwie Szlacheckim nieopodal Kościoła św. Andrzeja Apostoła w Słopnicach.

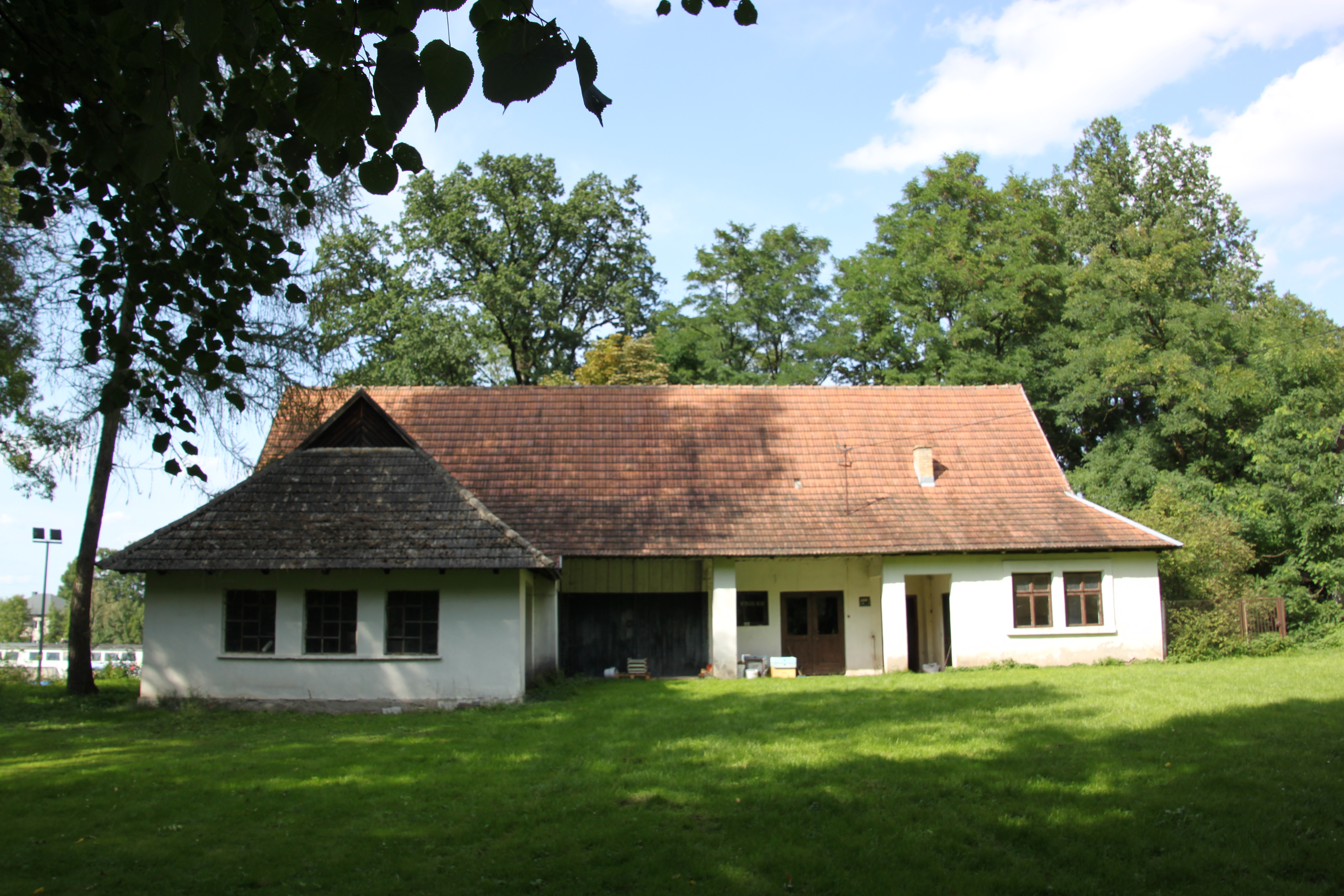

## Historia

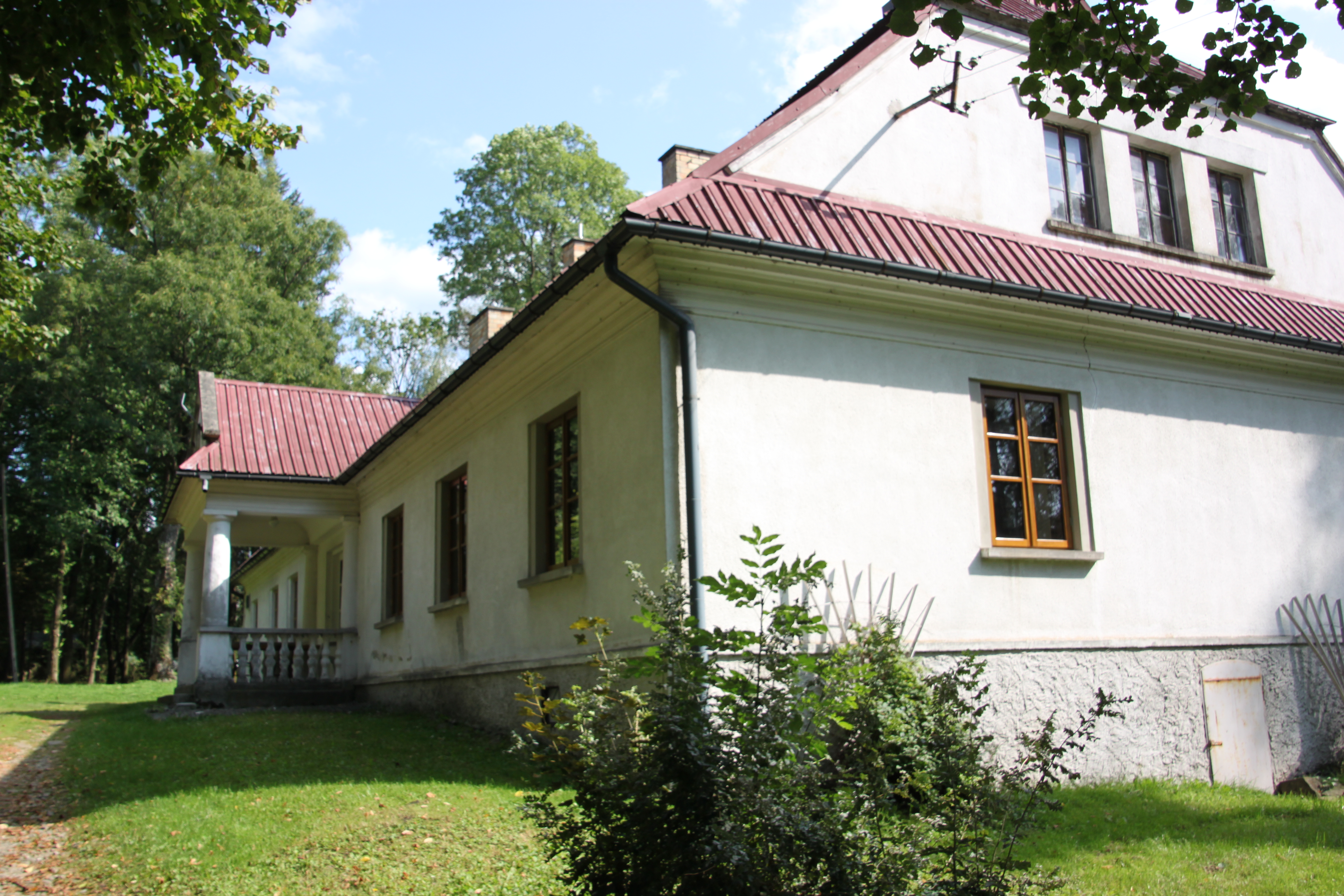

Dwór został wybudowany w I połowie XIX wieku. Został on splądrowany w czasie rabacji galicyjskiej. W czasach wojny służył on jako szpital, gdzie leczyli się partyzanci, jak i mieszkańcy wsi.

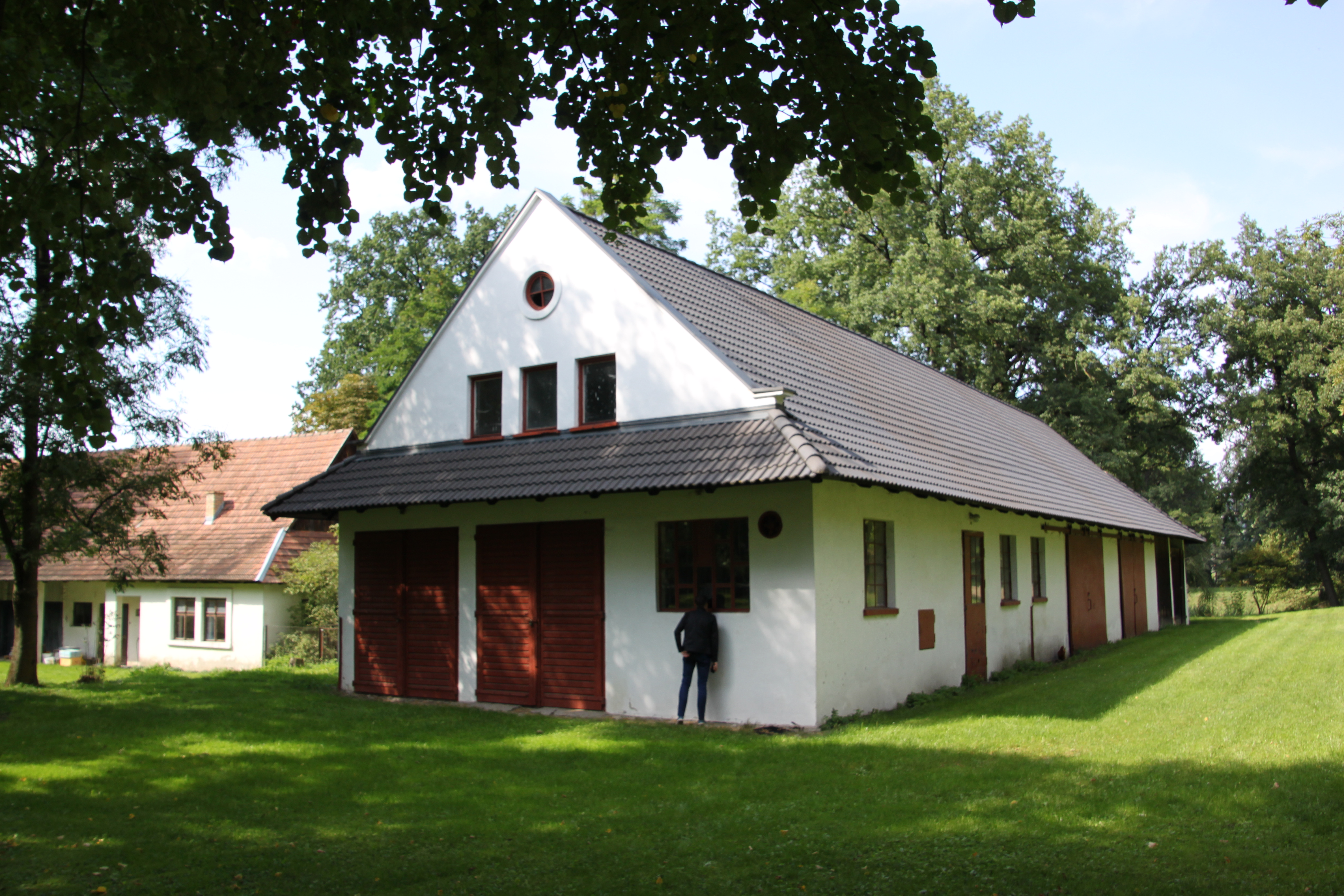

Budynek posiada jedną kondygnację i został wybudowany na planie prostokąta o wymiarach 27 x 12 m i dachem dwuspadowym z naczółkami. Ściany mają grubość od 70 do 100 cm. Cały dwór otoczony jest murem kamiennym o zaprawie glinianej, tworzącym obszar 5 ha, na którym znajduje się park z 400-letnimi dębami, lipami i kasztanowcami.

## Właściciele[3]
| Właściciel:                  | Lata:     | Uwagi: |
| ---------------------------- | --------- | --- |
| Kazimierz Brzeski            | 1855-1882 | |
| Józef Potocki                | 1882-1898 | |
| Stanisław Potocki            | 1898-?    | Zmarł 1906 r. |
| Wincenty Potocki             | 1898-?    | Zmarł w 1910 r. |
| Kwieciński                   | ?         | Adwokat pochodzący z Limanowej.                                                                                               |
| ks. Jan Zięba                | ?         | Dwór przekazał w testamencie swojemu bratankowi z Wrocławia.                                                                  |
| Wojciech Zięba               | ?         | |
| Alojzy Podgórny              | ?         | |
| Dymek                        | 1940-1942 | Zgodnie z relacją był on leśniczym, który w późniejszym czasie zniknął i prawdopodobnie uciekł prawdopodobnie do partyzantów. |
| Ryszard i Stanisław Podgórni | Obecnie   | |